# Deutsche Basketballmeisterschaft der Frauen 1960
Das Endspiel um die 14. Deutsche Basketballmeisterschaft der Frauen 1960 fand am 22. Mai 1960 in Berlin statt, die Teilnehmer wurden wie bereits im Vorjahr im K.-o.-System ermittelt. Dabei setzte sich der Heidelberger TV zum sechsten Mal in Folge durch und besiegte den 1. SC Göttingen 05 mit 51:27 (26:13). Die meisten Punkte des Finals erzielten Maria Biller (geb. Nagy) für Heidelberg (19) sowie Messerschmidt für Göttingen (15).